# Loch Spey
Der Loch Spey ist ein kleiner, teilweise sumpfiger Süßwassersee in den schottischen Highlands. Abgesehen von einigen kleinen, in den See mündenden Bächen bildet er den Ursprung des River Spey, des zweitlängsten Flusses Schottlands.

## Lage
Der ca. 300 m × 100 m große und nur ca. 1 bis 4 m tiefe Loch Spey liegt südlich des Corrieyairack Pass etwa 12 km Luftlinie südlich der kleinen Ortschaft Fort Augustus. Er liegt in einer Höhe von ca. 350 m im obersten Abschnitt des Glen Spey am Südrand der Monadh Liath, einer weitläufigen und unbesiedelten Berglandschaft zwischen dem Great Glen und Badenoch. Die Highlands sind in diesem Bereich aufgrund der Vertreibungen infolge der im 18. und 19. Jahrhundert erfolgten Highland Clearances so gut wie unbewohnt, das weitmaschige Straßennetz führt dazu, dass der Loch Spey von Fort Augustus etwa 55 km Fahrtstrecke entfernt liegt, deutlich mehr als die direkte Luftlinienentfernung. Der hier entspringende River Spey entwässert in die ca. 120 km Luftlinie entfernte Nordsee. Westlich des Sees liegt die flache und kaum erkennbare Wasserscheide zum Glen Roy, das in Richtung Schottische See entwässert. Die Stadt Fort William ist etwa 40 km in südwestlicher Richtung entfernt. 